# Matte Kudasai
Singles de King Crimson
Epitaph / 21st Century Schizoid Man
(1976) Elephant Talk
(1981)
Matte Kudasai est la troisième chanson de l'album Discipline, du groupe King Crimson, et qui a donné son nom à un single, paru en 1981.
Matte Kudasai est parue sous deux versions : la première, parue sur l'album, ne faisait pas figurer un passage à la guitare par Robert Fripp; la seconde est un mix alternatif, paru uniquement sur single lors de sa sortie. Cependant, les rééditions les plus récentes incluent l'album original en entier, et font figurer cette version alternative en tant que bonus.
Adrian Belew, à l'aide de slides et d'un écho, imite avec sa guitare le cri des mouettes au moins deux fois dans la chanson : une fois au début, et une seconde fois, vers la fin.
"Matte kudasai" est une phrase japonaise signifiant "Patientez, s'il-vous-plaît".

## Titres
1. Matte Kudasai (special mix) (Belew, Bruford, Fripp, Levin) - 3:51
2. Elephant Talk (Belew, Bruford, Fripp, Levin) - 4:43

## Musiciens
- Robert Fripp : guitare
- Adrian Belew : guitare, chant
- Tony Levin : basse, Chapman Stick, chant
- Bill Bruford : batterie